# Fausto Olivares
Fausto Olivares Palacios, pintor español nacido en Jaén en noviembre de 1940, estudia Bellas Artes en Madrid. Viaja a París y otras ciudades de Europa antes de volver a Jaén en 1966, donde es profesor de dibujo y pintura en la Escuela de Artes y Oficios (hoy escuela de Arte José Nogué), de la que ocupará el cargo de director. 
Abandona en 1981 su actividad docente para continuar una carrera artística que lo lleva a exponer en numerosas ciudades de España y Europa.
Fallece en su ciudad natal en mayo de 1995.
Existe un Taller-Museo Fausto Olivares en Francia: 
En 2011, Françoise Gérardin publica una obra en francés: Évocations, mon mari, Fausto Olivares, peintre (Evocaciones, mi marido Fausto Olivares, pintor).

## Vida

### Primeros años
Fausto Olivares Cózar y Sérvula Palacios Cózar viven en el barrio de la Magdalena, en Jaén, cuando acaba la guerra civil española. Pierden a su primera hija, Flor con apenas meses de vida. Luego nacen Fausto (1940), José, Francisco, Ceferino, Maribel, Domingo Jesús, Pedro y María Florencia.
A pesar de las dificultades propias de la época, la familia intenta que todos los hijos tengan la mejor educación posible. 
En su infancia, Fausto da claros signos de disposición artística, y concreta sus aptitudes aprendiendo de la mano de Don Enrique Barrios, y más tarde en compañía de Francisco Cerezo Moreno. Durante los años de adolescencia alterna entre horas de trabajo con su padre y hermanos, y clases de dibujo y pintura. A la par que realiza algunas obras que le permiten darse a conocer por la ciudad.
Se prepara a concursar para ingresar en la Escuela Superior de Bellas Artes de San Fernando de Madrid, con Don Pablo Martín del Castillo, y a los 18 años se marcha a la capital española.
En la Escuela de Bellas Artes tiene compañeros a Darío Villalba, Ángel Estrada, Isidro López Murias. Su amigo Luis Santiago, músico, le permite conocer a artistas flamencos como Pepe el de la Matrona, Lola Flores, Antonio Mairena... El flamenco marcará un importante aspecto en la vida y obra del pintor. Aprovecha las vacaciones para viajar por España (León, Galicia), Francia (vendimias) y Europa (Bélgica, Holanda, Alemania). Y en los últimos años para hacer la mili como alférez en Canarias.
En todo momento realiza apuntes, pinturas, y hasta organiza una exposición durante su servicio militar.

### Regreso a Jaén
Después de terminada la carrera, viaja de nuevo a Francia, y sobre todo a París, donde residen y trabajan tres de sus hermanos. Allí conoce a su futura esposa Françoise Gérardin. Tiene como amigo a Alfredo Vila Monasterio, con quien descubre ciertas modalidades del arte abstracto.
Tras un nuevo viaje por Europa, regresa a Jaén para instalarse de manera casi definitiva, primero como profesor de modelado, y más tarde como profesor de dibujo y pintura de la Escuela de Artes y Oficios.
Intenta conciliar sus pasiones: pintura, fotografía, flamenco y viajes. Son frecuentes sus desplazamientos a Francia, expone en Inglaterra, a la vez que profundiza su expresión jonda con expediciones por toda Andalucía. En 1970 participa en la fundación de la Peña Flamenca de Jaén, en la que colabora hasta el final de su vida. Junto con Antonio Povedano Bermúdez, participa en una exposición monográfica: El Flamenco en el Arte Actual, que durante años recorre la península.
Llega a ser nombrado Director de la Escuela de Artes y Oficios (1978), cargo que ocupa durante algunos años, antes de pedir la excedencia, para poder dedicarse por completo a la pintura.

### Nuevos viajes
A partir de 1983 se traslada a las costas malagueñas, donde su pintura se ilumina de sol y alegría marinera, y también al noreste de Francia, por razones familiares. Estos desplazamientos lo llevan a multiplicar las exposiciones individuales por Andalucía y por el norte de Francia: museos y galerías se interesan por el estilo de este pintor andaluz, cuya honda expresividad contrasta con la reserva tradicional de aquellas tierras.
La enfermedad lo alcanza en pleno trabajo de ilustración para un libro de poemas de Ramón Porras, Arco del Consuelo, y tras la Semana Santa de 1995 fausto fallece en su domicilio de Jaén, en la noche del 13 de mayo.

## Obra
El estilo de Fausto Olivares, a partir del momento en que accede a su autonomía propia, se enmarca en un movimiento que en Europa se conoce como neoexpresionismo figurativo. 
La mayor parte de su obra está realizada al óleo, bien sobre lienzo, bien sobre tabla. 
También realiza gran cantidad de dibujos a pluma, a palillo, a carboncillo, entre los que destacan sus retratos de artistas flamencos.

### Análisis de su obra
Manuel Kayser Zapata valora de esta manera la trayectoria de Fausto: "Su evolución estética fue muy coherente. Al comienzo de su singular necesidad creativa se dejó empapar por los movimientos de vanguardia que luchaban por imponerse a través de múltiples exposiciones realizadas en Madrid durante su formación. Fausto se sentía hijo de su tiempo, y como tal era consciente de su responsabilidad. Posteriormente su estética respondería exclusivamente a sus necesidades internas de comunicación."

### Fausto Olivares y el Flamenco
Dice Ramón Porras: "La denominación expresionismo jondo puede prestarse a equívocos que prefiero anticipadamente aclarar. No se trata de un arte que refleja la litelaridad de ámbitos, personales o episodios flamencos, sino que tal arte es en sí mismo jondo. Dicho de otra forma, Fausto Olivares no pinta la soleá, sino que pinta por soleá."

## Cronología

### 1940-1995
- 1940

Fausto OLIVARES nace el 5 de noviembre en la Cuesta San Miguel de Jaén.
Escuela de D. Manuel Moya.
Muy joven, se inicia al dibujo y comienza su aprendizaje con D. Enrique Barrios. Más tarde, con D. Francisco Cerezo se inicia a la pintura. Trabaja de día en la empresa de su padre (repartiendo sifones y bebidas por los bares de la capital giennense), y por las tardes asiste a las clases de la Escuela de Artes y Oficios. D. Pablo Martín del Castillo lo prepara para el concurso de entrada de la Escuela de Bellas Artes de Madrid.
- 1959

Entra en la Escuela Superior de Bellas Artes de San Fernando de Madrid, con la ayuda de una beca concedida por el Ministerio de Educación.
- 1961

Viaja por Europa.
- 1964

Exposición individual. Salones de la Diputación Provincial de León.
- 1965

Viaja a París.
Exposición individual. Salones du Real Nuevo Club. Santa Cruz de La Palma. Canarias.
Exposición colectiva. Salones de la Real Sociedad Económica de Jaén.
- 1966

Matrimonio con Françoise Gérardin.
Nace su primer hijo, Fausto.
Exposición colectiva. " Grupo Jaén ". Ciudad Real.
- 1967

Exposición colectiva. " Grupo Jaén ". Salle du Centre Artistique. Grenade.
- 1968

Naissance de son deuxième fils, Jaime.
Exposición colectiva. " Grupo Jaén ". Salones de la Real Sociedad Económica. Jaén.
- 1969

Exposición colectiva. " Grupo Jaén ". Caja de Ahorros de Córdoba.
Exposición colectiva. " Seis artistes de Jaén ". Salones de la Real Sociedad Económica. Jaén.
Exposición individual. Salones de la Real Sociedad Económica. Jaén.
Exposición individual. Sala de la Caja de Ahorros de Salamanca. Valladolid.
- 1970

Il obtient par concours externe le poste de professeur de término de dessin de la " Escuela de Artes y Oficios ".
Exposición individual. Galerie Altamira. Cordoue..
- 1971

Naissance de son troisième fils, Efrén.
Miembro fundador de la Peña Flamenca de Jaén.
Exposición individual. Caja de Ahorros de Ronda. Málaga.
Exposición individual. Salons de la Real Sociedad Económica de Amigos del País. Jaén.
- 1972

Exposición individual. Caja de Ahorros de Salamanca. Valladolid.
Exposición individual. Salons de la Real Sociedad Económica de Amigos del País.Jaén.
Exposición individual. Galerie Xiner. Valence.
Exposición colectiva. Exposition Nationale d’Art Contemporain. Madrid.
Exposición colectiva. Le Flamenco dans l’Art actuel. (1a Monographie). Montilla. Cordoue.
Exposición colectiva. Cinq peintres de Jaén. Galerie Braulio. Valence.
- 1973 Il voyage en Angleterre.

Exposición individual. Salons de La Real Sociedad Económica de los Amigos del País. Jaén.
Exposición colectiva. " Petit format. Peinture espagnole contemporaine ". Galerie Atrium. Cordoue.
- 1974

Il voyage en Suisse, en Autriche et en Allemagne en compagnie de Francisco Cerezo.
Exposición individual. Ansdell Gallery. Londres. Gran Bretaña.
Exposición individual. Salones de la Real Sociedad Económica de Amigos del País. Jaén.
Exposición colectiva. " Le Flamenco dans l’Art actuel" (2a a Monografía). Sala municipal de Córdoba.
Exposición colectiva. Salons du Cinquantenaire des Arts du Bourbonnais. Vichy. Francia.
Exposición colectiva. Arte de hoy. Galería del Castillo. Jaén.
Exposición colectiva. Taller de grabado. Salones de la Real Sociedad Económica de Amigos del País. Jaén.
- 1975

Exposición individual. Galería del Castillo. Jaén.
Exposición colectiva. Doce artistas de Jaén. Casa de la Cultura. Jaén.
- 1976

Exposición individual. Galería Foro. Madrid.
Exposición colectiva. Colegio Mayor San Jerónimo. Granada.
Exposición colectiva. Expresionismo. Galerie Atrium. Córdoba.
Exposición colectiva. El flamenco en el arte actual. (3a Monografía). Club Urbis. Madrid.
Exposición colectiva. Once pintores de Jaén. Galerie Vandelvira. Jaén.
Exposición colectiva. Peintures et sculptures d’artistes de Cordoue et d’autres régions. Galerie Céspedes. Cordoue.
- 1977

Il participe à la création de la revue de Flamenco CANDIL.
Exposición individual. Caja de Ahorros de Cádiz. Cádiz.
Exposición individual. Galería del Castillo. Jaén.
Exposición individual. Galería PLOM. Jerez de la Frontera. Cádiz.
- 1978

Es nombrado director de la Escuela de Artes y Oficios de Jaén.
- 1979

Exposición colectiva. Cinco pintores de Jaén. Caja Provincial de Ahorros. Almuñécar. Granada.
- 1981

Pide la excedencia voluntaria y deja el puesto de director de la Escuela de Artes y Oficios..
Exposición individual. Galerie Pizmar. Córdoba.
Exposición individual. Caja de Ahorros de Granada. Jaén.
Exposición colectiva. El flamenco en el arte actual. (4a Monographie). Sala del Banco de Bilbao. Madrid.
Exposición colectiva. Homenaje a Pablo Picasso. Museo Provincial de Bellas Artes. Jaén.
Exposición colectiva. Pequeño formato. Galería Jabalcuz. Jaén.
Exposición colectiva. El flamenco en el arte actual. (5a Monografía). Posada del Potro. Córdoba.
Exposición colectiva. Homenaje a Manuel Ángeles Ortiz. Museo Provincial de Bellas Artes. Jaén.
- 1982

Muerte de su padre, Fausto Olivares Cózar.
Exposición individual. Galería Jabalcuz. Jaén.
Exposición colectiva. Artistas de hoy. Galiarte. Madrid.
Exposición colectiva. El flamenco en el arte actual. (6a Monografía). Escuela de Artes y Oficios de Almería.
Exposición colectiva. Homenaje a Murillo. Sala del Ministerio de la Cultura. Jaén.
Exposición colectiva. El flamenco en el arte actual. (7a Monografía). Sala de la Caja de Ahorros. Ceuta.
Exposición colectiva. Tres pintores jondos jiennenses (Manuel Ángeles Ortiz, Antonio Povedano Bermúdez, Fausto Olivares). Sala de la Caja de Ahorros de Granada. Jaén.
- 1983

Desplaza su taller a Torremolinos.
Se interesa por el Carnaval de Cádiz.
Exposición individual. Caja de Ahorros de Málaga. Málaga.
Exposición individual. Sala del Banco de Bilbao. Marbella. Málaga.
Exposición colectiva. Galerie Aldaba. Madrid.
Exposición colectiva. 29 pintores andaluces contemporáneos. Sala del Monte de Piedad y Caja de Ahorros de Córdoba. Madrid.
Exposición colectiva. El flamenco en el arte actual. (8a Monografía). Diputación Provincial. Cádiz.
(9a Monografía) Jerez.
(10a Monografía) Villamartín.
(11a Monografía) Puerto de Santa María.
Exposición colectiva. 28 pintores andaluces contemporáneos. Sala Cajasur. Marbella. Málaga.
- 1984

Exposición colectiva. Homenaje a las Artes Plásticas. Posada del Potro. Córdoba.
- 1985

Trabaja en su taller de Buis-les-Baronnies, en el sur de Francia.
Exposición individual. Sala Cajasur. Madrid.
Exposición individual. Galería Arfirenze. Madrid.
Exposición individual. Sala La General. Jaén.
Exposición colectiva. Pinturas y esculturas. Galería Jabalcuz. Jaén.
Exposición colectiva. " 20 Peintres andalous contemporains ". Maison de la Culture de Torredonjimeno. Jaén.
- 1986

Exposition individuelle. Musée Municipal de Saint-Dié-des-Vosges.
Exposición individual. Salle Mateo Inurria. Cordoue.
Exposición colectiva. " Nuestros fondos pictóricos ". Monte de Piedad. Cajasur. Madrid.
Exposición colectiva. " Académie, classicisme et nouvelles tendances dans le dessin de Jaén ". Galerie Jabalcuz. Jaén.
- 1987

Il voyage en Italie.
Exposition individuelle. Galerie Lillebonne. Nancy.
Exposición colectiva. "Le Flamenco dans l’Art actuel" (12a Monographie). Club Urbis. Madrid.
- 1988

Il travaille dans l’atelier de son fils Jaime Olivares à Strasbourg.
Exposition individuelle. Galerie Aktuaryus. Strasbourg.
Exposition individuelle. Musée Municipal d’Epernay.
Exposición colectiva. " Perspectives Oeil 88 ". Espace Agora du C.A.C. Forbach. Exposition collective. 1 a exposition de Peintres de Jaén. Nouvelle salle de la Real Sociedad Económica. Jaén.
Exposición colectiva. " Le Flamenco dans l’Art espagnol contemporain ". Palais de Pemartín. Jerez de la Frontera. Cadix
- 1989

Il voyage en Allemagne. Séjour à Hambourg.
- 1990

Exposition individuelle. Salle d’exposition de " La General ". Jaén.
Exposición individual. Salle Municipale de Marbella. Málaga.
Exposición colectiva. Galerie Aljaba. Jaén.
Exposición colectiva. "Peintres contemporains". Galerie J. Strasbourg.
- 1991

Exposition individuelle. Galerie d’Art. Maison de la Culture de Metz.
Exposition individuelle. Salons de la Diputación Provincial. Jaén.
Exposition individuelle. Galerie J. Strasbourg.
Exposición colectiva. Galerie Contrast. Metz.
Exposición colectiva. Galería Dmochowski. París.
- 1992

Exposition individuelle. Galerie d’Art de l’Ancien Collège. Sézanne.
Exposición colectiva. " Figures. 23 noms autour de la figure de Jacques CALLOT ". Galerie Lillebonne. Nancy.
- 1993

Exposición individual. Galería Ocre. Cordoue.
Exposición individual. Galería del Museo Cruz Herrera. La Línea. Cádiz.
Exposición individual. Sala Unicaja. Vélez. Málaga.
Exposición individual. Galería H. Marbella. Málaga.
Exposición individual. Sala de exposiciones de Correos. Torremolinos. Málaga.
Exposición individual. Casa de la Cultura de Antequera.
- 1994

Exposición individual. Sala de arte "La General". Jaén.
- 1995

Fallece de cáncer de garganta el 14 de mayo en su domicilio de Jaén.

### 1995-2011
- 1995

Exposición colectiva: Dos siglos de pintura y escultura en Jaén. Hospital de San Juan de Dios. Jaén
Exposición individual. Homenaje a Fausto OLIVARES. Museo Municipal de Saint-Dié-des-Vosges. Francia
- 1996

Edition du livre Arco del Consuelo. Jaén. Poèmes de Ramón PORRAS. Dessins de Fausto OLIVARES.
Exposición individual. " Hommage posthume à Fausto OLIVARES ". Escuela de Artes Aplicadas y Oficios Artísticos. Jaén.
Exposición individual. Peña Flamenca de Jaén. Jaén.
Exposición individual. Homenaje a Fausto OLIVARES ". Galerie Lillebonne. Nancy. Francia.
Se crea la Sociedad de Amigos de Fausto Olivares - S.A.F.O. con sede en el Museo de Saint-Dié des Vosges, Francia.
- 1999

Exposition individuelle. Fausto Olivares 1965-75. Cajasur. Cordoue
Exposición individual. Atelier Fausto Olivares. Hurbache
- 2000

Exposición colectiva. Atelier Fausto Olivares. Hurbache
- 2001

Restauration et transformation de l’atelier d’ Hurbache en Atelier-Musée Fausto Olivares
Exposición colectiva. Atelier-Musée Fausto Olivares. Hurbache
- 2002

Creación du Prix de Peinture Flamenca " Fausto Olivares " par la Peña Flamenca de Jaén
Exposición colectiva: Abbaye des Prémontrés. Pont-à-Mousson
Exposición colectiva. Atelier-Musée Fausto Olivares. Hurbache

## Museos y colecciones
- Museo de Arte Contemporáneo. Madrid.

## Homenajes
- La Peña Flamenca de Jaén ha creado un Concurso: Certamen de Dibujo y Pintura Flamenco Fausto Olivares[12]
- La sala de exposiciones de la Escuela de Arte José Nogué ha tomado el nombre de Sala de Arte Fausto Olivares[13]
- Una calle de la ciudad de Jaén lleva el nombre Pintor Fausto Olivares.[14]